# منتخب جزيرة أيرلندا لكأس فيد
منتخب جزيرة أيرلندا لكأس فيد (بالإنجليزية: Ireland Fed Cup team)‏ هو ممثل جزيرة أيرلندا الرسمي في كرة المضرب في كأس فيد.